# Грайфенбург
Грайфенбург (нем. Greifenburg) — ярмарочная коммуна (Marktgemeinde) в Австрии, в федеральной земле Каринтия. 
Входит в состав округа Шпитталь-ан-дер-Драу. Население составляет 1880 человек (на 31 декабря 2005 года). Занимает площадь 79,27 км². Официальный код — 2 06 09.

## Политическая ситуация
Бургомистр коммуны — Йозеф Брандер (АНП) по результатам выборов 2015 года.
Совет представителей коммуны (нем. Gemeinderat) состоит из 15 мест.
- АНП занимает 7 мест.
- СДПА занимает 4 места.
- Австрийская партия свободы занимает 4 места.